# Fiele (condottiero hunkpapa)
Fiele, in lingua lakota Piji o Pizhi (1840 circa – Wakpala, 5 dicembre 1894), è stato un condottiero nativo americano dei Teton Lakota che partecipò, con ruoli di capo guerriero, a tutte le campagne militari nel territorio dell'Upper Missouri River, nella regione del Powder River (Wyoming) e del Bozeman Trail, nonché alla guerra per le Colline Nere e, in particolare, alle battaglie di Little Big Horn e Rosebud.

## Gioventù e ascesa
Appartenente agli Hunkpapa e nato nel territorio dell'odierno South Dakota, era un orfano di umile origine che era stato educato e allevato con la cura che i Sioux riservavano ai bambini orfani. Il ragazzo aveva preso il nome "Fiele" (in lingua inglese Gall, in lingua lakota Piji, impropriamente tradotto dall’inglese anche come "Noce-di-Galla"), perché, giovanissimo, come premio a seguito di una prova di coraggio, aveva meritato di trangugiare la bile di un bisonte, ritenuta una prelibatezza riservata ai guerrieri. Il suo valore e ardimento lo avevano già reso noto in giovane età, tanto che, nel 1857, già era considerato guerriero sufficientemente rinomato per poter autorevolmente sostenere il più anziano Tatanka Yotanka (in lingua inglese Sitting Bull, cioè Toro Seduto) nella sua ascesa nelle società militari; consolidata la propria reputazione in un gran numero di combattimenti contro i tradizionali nemici Absaroke, Arikara e Assiniboin, nell'estate 1863 fu uno dei capi guerrieri Teton durante la guerra contro le truppe del gen. Henry Sibley, affrontando l'artiglieria statunitense a Dead Buffalo Lake e a Stony Lake, e nel 1864 fu alla testa dei guerrieri Hunkpapa, Sihasapa, Minneconjou, Itazipcho Teton contro le truppe del gen. Alfred Sully addentratesi nelle Badlands, costringendo le truppe alla ritirata; nel 1865, al fianco di Toro Seduto, fu alla testa dei guerrieri Hunkpapa a seguito del loro intervento nella guerra scatenata da Coda Chiazzata nel Colorado come reazione al massacro di Sand Creek, fu uno dei capi degli attacchi contro Fort Rice e degli scontri con le colonne comandate rispettivamente dal col. Nelson Cole e dal col. Samuel Walker, addentratesi nel territorio del Powder River; negli scontri del 1866, e in particolare nei ripetuti attacchi contro Fort Rice, gli venne affibbiato il nomignolo di "gallo da combattimento".

## Il Grande Guerriero
Nel 1866 o nel 1867 Fiele fu eletto Portatore di casacca per gli Hunkpapa, diventandone ufficialmente il principale capo guerriero. Nel dicembre 1867, nel corso di una battaglia contro soldati e scouts Arikara presso Fort Berthold (uno degli obiettivi preferiti dagli Hunkpapa, frequentemente in associazione con i consanguinei Sihasapa e Itazipcho), era stato gravemente ferito da entrambi i colpi di una doppietta esplosi dal suo nemico giurato Coltello Insanguinato (Bloody Knife), ma nonostante tutto aveva continuato a combattere; considerato morto, era ricomparso dopo mesi, non ancora completamente guarito ma pronto a combattere. Successivamente partecipò ai negoziati di Fort Laramie dove decise di continuare a combattere i bianchi associandosi, insieme a Toro Seduto, con Nuvola Rossa. Nell’estate 1868, in conseguenza di una missione di pace tentata dal missionario gesuita Pierre-Jean deSmet, fu inviato a Fort Rice come capo di una delegazione Hunkpapa, e nel luglio, a Fort Rice, Fiele e altri 20 capi Hunkpapa, Sihasapa e Yanktonai Dakota sottoscrissero un trattato, ponendo come condizione per la pace lo smantellamento dei forti lungo il Powder River e il blocco dei battelli utilizzati per risalire il corso del fiume. Guerriero e condottiero non inferiore al coetaneo Cavallo Pazzo (in lingua inglese Crazy Horse, in lingua lakota Tashunka Witko), Fiele si schierò abitualmente con la fazione Sioux maggiormente insofferente nei confronti dei bianchi, e fu uno fra i principali sostenitori di Toro Seduto in occasione del concilio, svoltosi nell’estate 1869 presso il Rosebud Creek, che sancì la scelta del capo Hunkpapa quale capo principale degli intransigenti. Dopo molte battaglie (spesso combattute nel territorio dell'Upper Missouri River, e in particolare nella zona di Fort Totten, ma anche nella regione del Powder River (Wyoming) e lungo il Bozeman Trail), Fiele, ormai principale capo militare delle bande di Toro Seduto, era uno fra i principali capi degli intransigenti. Tuttavia, nel 1871 anche le bande Hunkpapa avviarono trattative, e nell’inverno 1871-1872 svernarono nella zona di Fort Peck (Toro Seduto cioè Tatanka Yotanka, Quattro Corni cioè He Topa, Luna Nera cioè Oni Sapa) o in quella dell’agenzia di Grand River (Fiele cioè Piji, Corno Rosso cioè He Sha). Nel 1872 il precario equilibrio fu sconvolto dalla scoperta dell’oro nei Black Hills, e molti guerrieri iniziarono ad abbandonare le riserve, dove Coda Macchiata e Nuvola Rossa resistevano ostinatamente alle pressioni dei bianchi, per raggiungere Toro Seduto, Fiele e Cavallo Pazzo. Nell’agosto 1872 Fiele ebbe un ruolo fondamentale nel tenere in scacco le colonne rispettivamente affidate al col. David S. Stanley e al mag. Eugene M. Baker, e nel 1873 sostenne diversi scontri con reparti del 7º Cavalleria affidato al ten. col. George Armstrong Custer; acuita la tensione con la ricognizione militare dei Black Hills affidata a Custer nel 1874, nel giugno 1876 Fiele fu fra i capi principali partecipando, come principale capo militare delle bande di Toro Seduto, alle battaglie di Rosebud e Little Bighorn. Dopo la sconfitta inflitta a Custer, nel 1877 decise di andare assieme a Toro Seduto nel Saskatchewan, da dove, in dissenso con il suo vecchio amico, come molti altri rientrò nel Montana, arrendendosi a Fort Buford il 2 gennaio 1881.

## Lo sforzo sulla "via dell'uomo bianco" e la ricerca di un nuovo inizio
Rendendosi conto dell'impotenza degli Indiani contro i bianchi decise di adoperarsi per la più equilibrata possibile convivenza con costoro, diventando giudice della Indian Police Court nella riserva di Standing Rock, carica che mantenne fino alla morte.
Pur essendo ricordato come un grande guerriero, Fiele morì a causa del suo sovrappeso; naturalmente di corporatura imponente e di forza straordinaria, per la vita sedentaria della riserva era diventato così grasso che gli amici gli avevano procurato un preparato per dimagrire, ma la morte sopraggiunse improvvisa e inaspettata. Secondo altra versione, però, a porre fine alla vita del grande capo guerriero sarebbe stata la baionetta di un militare che gli avrebbe inflitto ferite risultate poi mortali (potendo peraltro ipotizzarsi che un'affezione diabetica abbia reso impossibile la guarigione delle ferite medesime). Venne sepolto a Wakpala, nel Dakota del Sud.